# Maynard Glitman
Maynard Wayne Glitman (Illinois, 8 de dezembro de 1933 - 13 de dezembro de 2010) foi um diplomata norte-americano.
Ele ajudou a negociar o Tratado de Forças Nucleares de Alcance Intermediário e foi embaixador dos Estados Unidos na Bélgica entre 1988 e 1991.